# セリニー

セリニーの紋章

セリニー Célignyはスイス連邦、ジュネーヴ州のレマン湖右岸に面した基礎自治体(コミューンcommune)。ヴォー州内の飛び地となっていて、ヴォー州のアルネ＝スュル＝ニヨン、ボジ・ボッシー、シャヴァンヌ＝ド＝ボジ、クラン＝プレ＝セリニー、クラシエ、フネのコミューンに囲まれている。
ヴォー州の中の飛び地とはいえ、歴史的にはローザンヌではなくジュネーヴ司教区に属していた。また、若き日のベニート・ムッソリーニが大工として働いていたことでも知られている。

## データ
- 面積:4.65 km²
- 人口:630人(2008年1月)